# Sapignies
Sapignies település Franciaországban, Pas-de-Calais megyében. Lakosainak száma 194 fő (2022. január 1.). Sapignies Béhagnies, Biefvillers-lès-Bapaume, Favreuil és Mory községekkel határos.

## Népesség
A település népessége az elmúlt években az alábbi módon változott:
| Lakosok száma | 184  | 193  | 198  | 196  | 195  | 195  | 193  | 191  | 194  |
|               | 2013 | 2015 | 2016 | 2017 | 2018 | 2019 | 2020 | 2021 | 2022 |